# Specie di Crassula
Elenco delle specie di Crassula, con le sottospecie attualmente accettate:

## A
- Crassula acinaciformis Schinz
- Crassula alata (Viv.) A.Berger

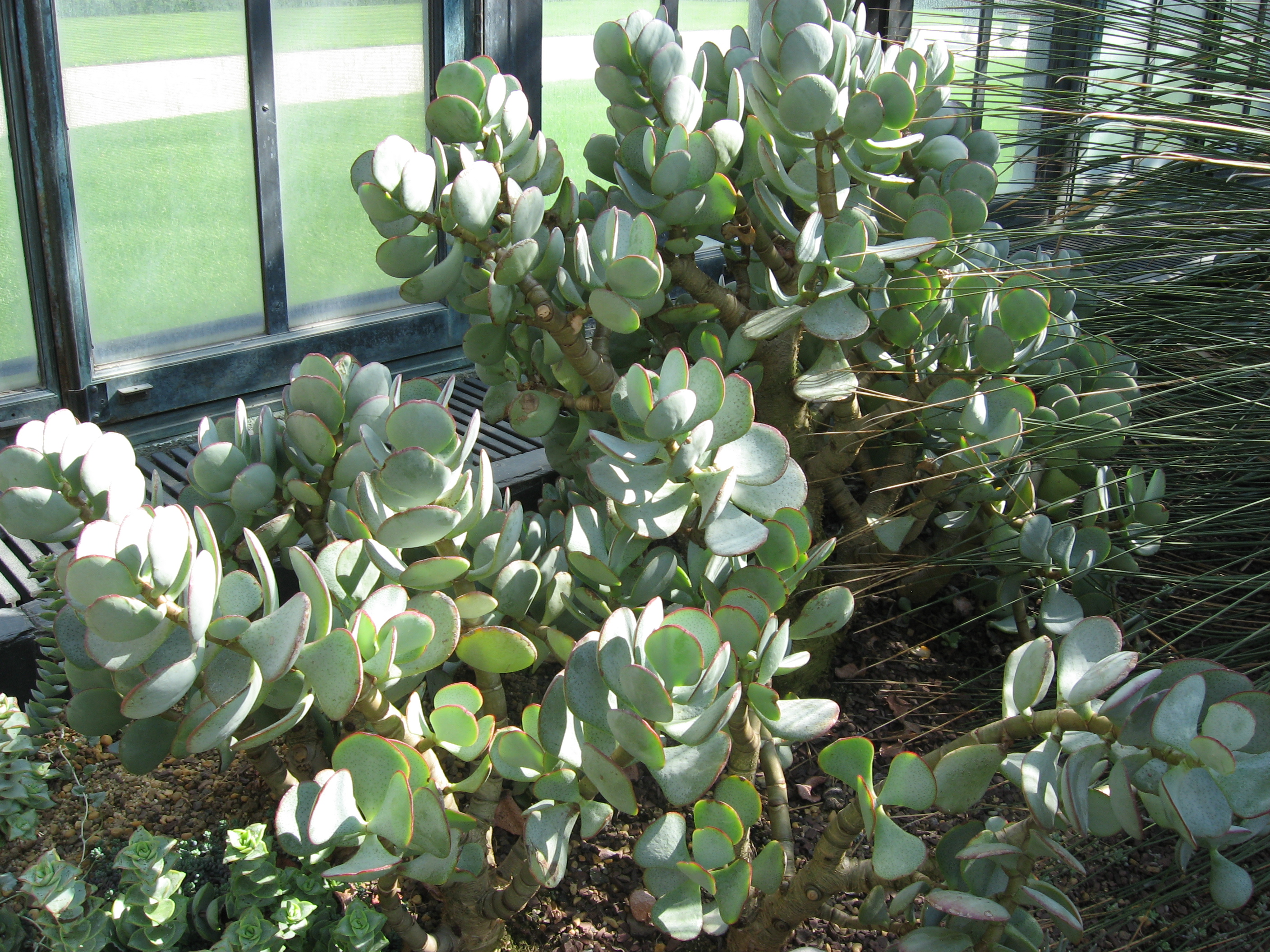
Crassula arborescens

  - Crassula alata subsp. pharnaceoides (Fisch. & C.A.Mey.) Wickens & M.Bywater
- Crassula alba Forssk.
- Crassula alcicornis Schönland
- Crassula alpestris L.f.
  - Crassula alpestris subsp. massonii (Britton & Baker f.) Toelken
- Crassula alsinoides (Hook.f.) Engl.
- Crassula alstonii Marloth
- Crassula alticola R.Fern.
- Crassula ammophila Toelken
- Crassula ankaratrensis Desc.
- Crassula anso-lerouxiae van Jaarsv.
- Crassula aphylla Schönland & Baker f.
- Crassula aquatica (L.) Schönland
- Crassula arborescens (Mill.) Willd.
  - Crassula arborescens subsp. undulatifolia Toelken
- Crassula atropurpurea (Haw.) D.Dietr.
- Crassula aurusbergensis G.Will.
- Crassula ausensis Hutchison
  - Crassula ausensis subsp. giessii (Friedr.) Toelken
  - Crassula ausensis subsp. titanopsis Pavelka

## B

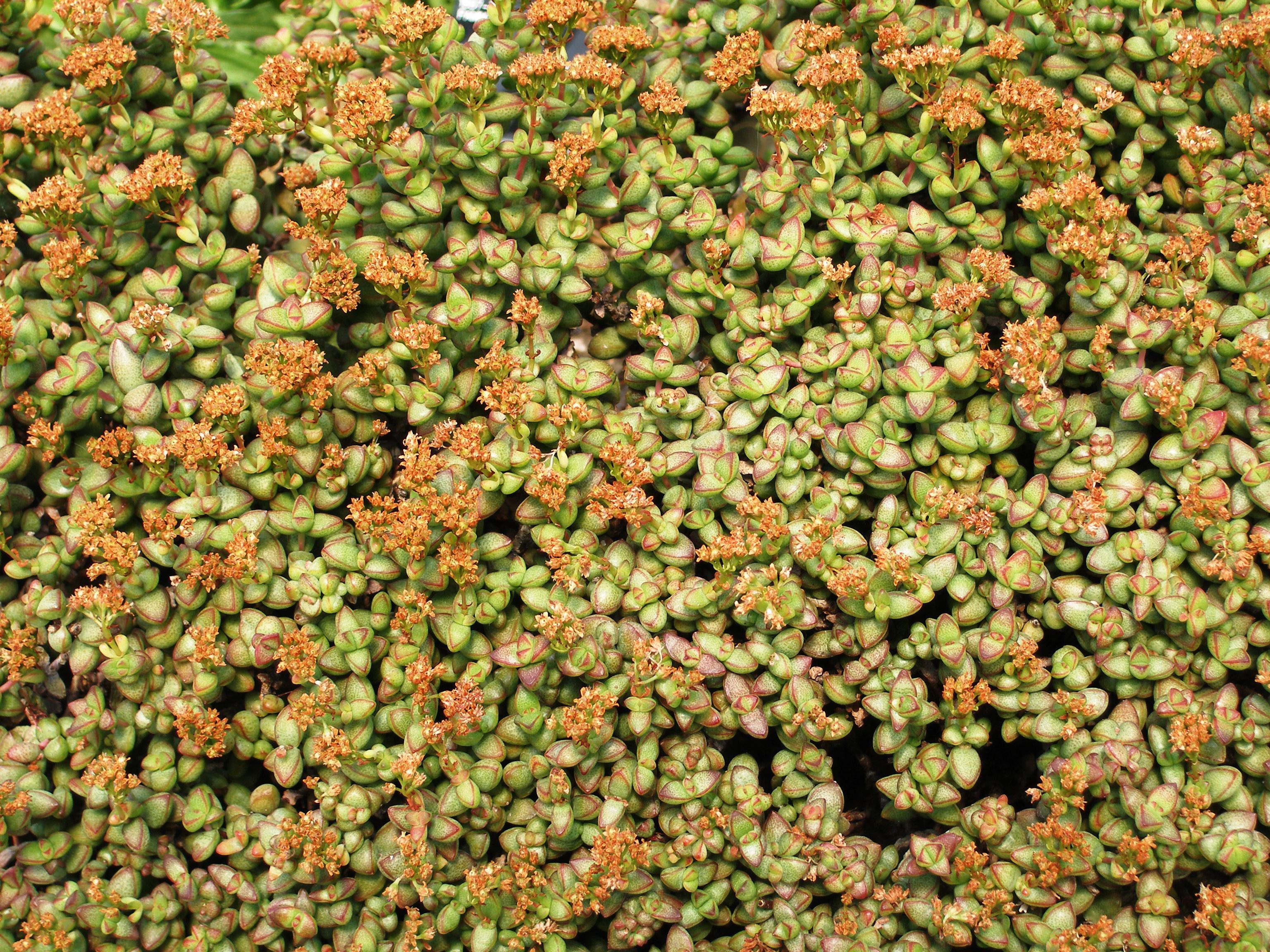
Crassula brevifolia

- Crassula badspoortensis van Jaarsv.
- Crassula barbata Thunb.
  - Crassula barbata subsp. broomii (Schönl.) Toelken
- Crassula barklyi N.E.Br.
- Crassula basaltica Brullo & Siracusa
- Crassula bergioides Harv.
- Crassula bevilanensis Desc.
- Crassula biplanata Haw.
- Crassula brachystachya Toelken
- Crassula brevifolia Harv.
  - Crassula brevifolia subsp. psammophila Toelken

## C
- Crassula calcarea N.H.G.Jacobsen

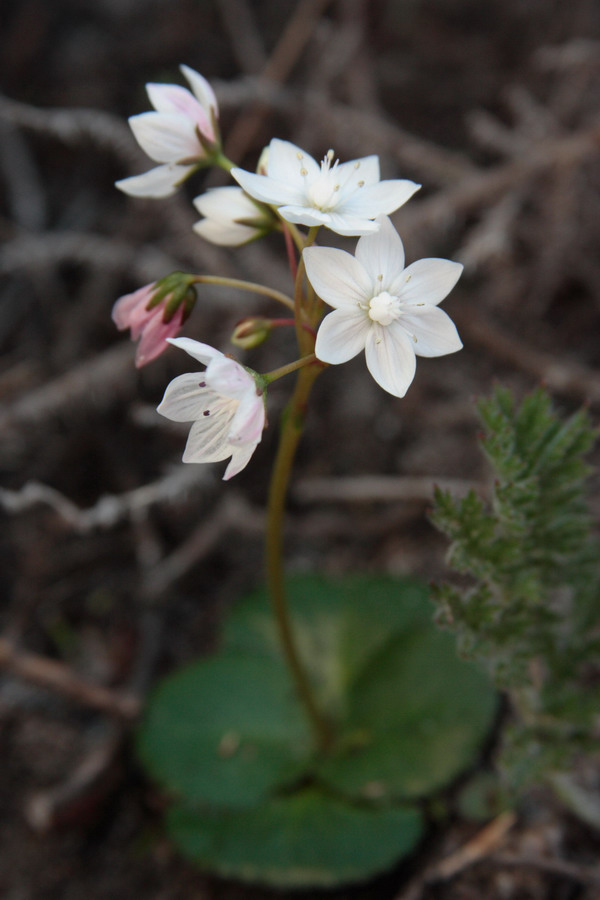
Crassula capensis

- Crassula campestris (Eckl. & Zeyh.) Endl.
- Crassula capensis (L.) Baill.
- Crassula capitella Thunb.
  - Crassula capitella subsp. meyeri (Harv.) Toelken
  - Crassula capitella subsp. thyrsiflora (Thunb.) Toelken
- Crassula ciliata L.
- Crassula clavata N.E.Br.
- Crassula closiana (Gay) Reiche
- Crassula coccinea L.
- Crassula colligata Toelken
  - Crassula colligata subsp. lamprosperma Toelken
- Crassula colorata (Nees) Ostenf.
- Crassula columella Marloth & Schönland
- Crassula columnaris L.f.
  - Crassula columnaris subsp. prolifera Friedrich
- Crassula compacta Schönland
- Crassula congesta N.E.Br.
  - Crassula congesta subsp. laticephala (Schönl.) Toelken
- Crassula connata (Ruiz & Pav.) A.Berger
- Crassula cooperi Regel
- Crassula corallina L.f.
  - Crassula corallina subsp. macrorrhiza Toelken
- Crassula cordata Thunb.
- Crassula cordifolia Baker
- Crassula cotyledonis Thunb.
- Crassula cremnophila van Jaarsv. & A.E.van Wyk
- Crassula crenulata Thunb.
- Crassula cultrata L.
- Crassula cymbiformis Toelken
- Crassula cymosa P.J.Bergius

## D

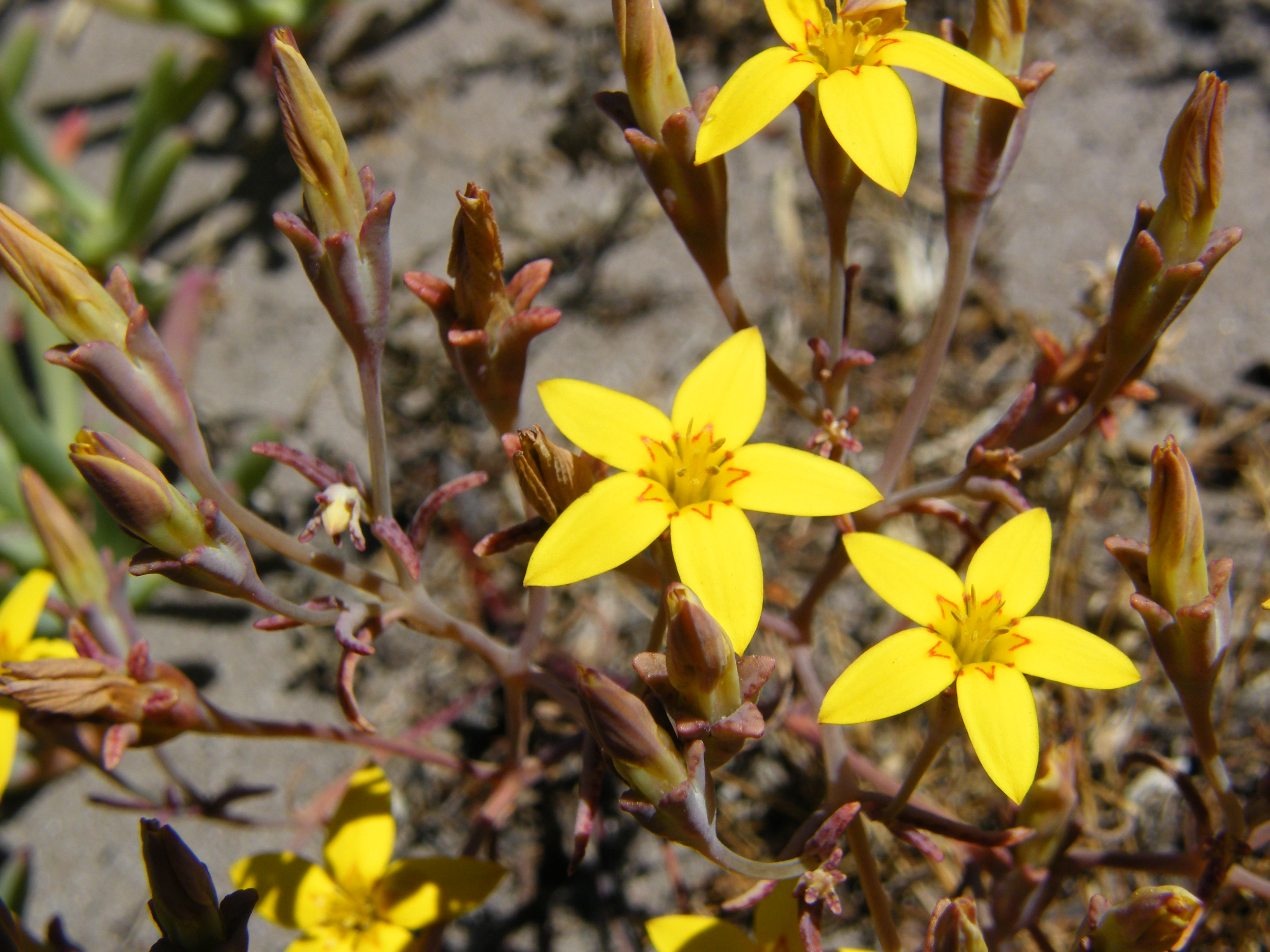
Crassula dichotoma

- Crassula deceptor Schönland & Baker f.
- Crassula decidua Schönland
- Crassula decumbens Thunb.
- Crassula deltoidea Thunb.
- Crassula dentata Thunb.
- Crassula dependens Bolus
- Crassula depressa (Eckl. & Zeyh.) Toelken
- Crassula dichotoma L.
- Crassula dodii Schönland & Baker f.
- Crassula drummondii (Torr. & A.Gray) Fedde

## E

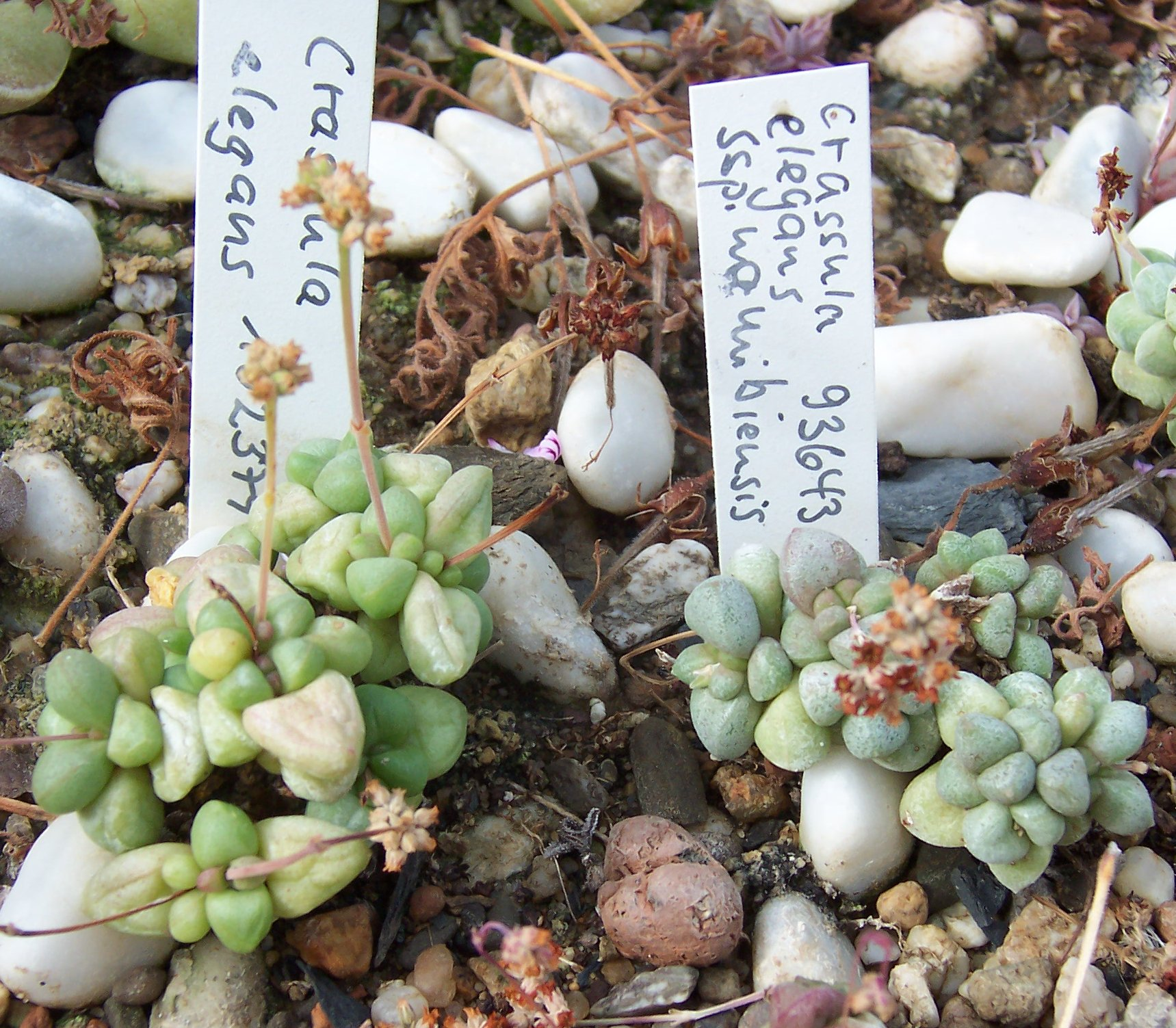
Crassula elegans e Crassula elegans subsp. namibensis

- Crassula elatinoides (Eckl. & Zeyh.) Friedrich
- Crassula elegans Schönland & Baker f.
  - Crassula elegans subsp. namibensis (Friedr.) Toelken
- Crassula elsieae Toelken
- Crassula ericoides Haw.
  - Crassula ericoides subsp. tortuosa Toelken
- Crassula exilis Harv.
  - Crassula exilis subsp. picturata (Boom) G.D.Rowley
  - Crassula exilis subsp. schmidtii (Regel) G.D.Rowley
  - Crassula exilis subsp. sedifolia (N.E.Br.) Toelken
- Crassula expansa Aiton
  - Crassula expansa subsp. filicaulis (Haw.) Toelken
  - Crassula expansa subsp. fragilis (Baker) Toelken
  - Crassula expansa subsp. pyrifolia (Compton) Toelken
- Crassula exserta (Reader) Ostenf.
- Crassula extrorsa Toelken

## F
- Crassula fallax Friedrich
- Crassula fascicularis Lam.

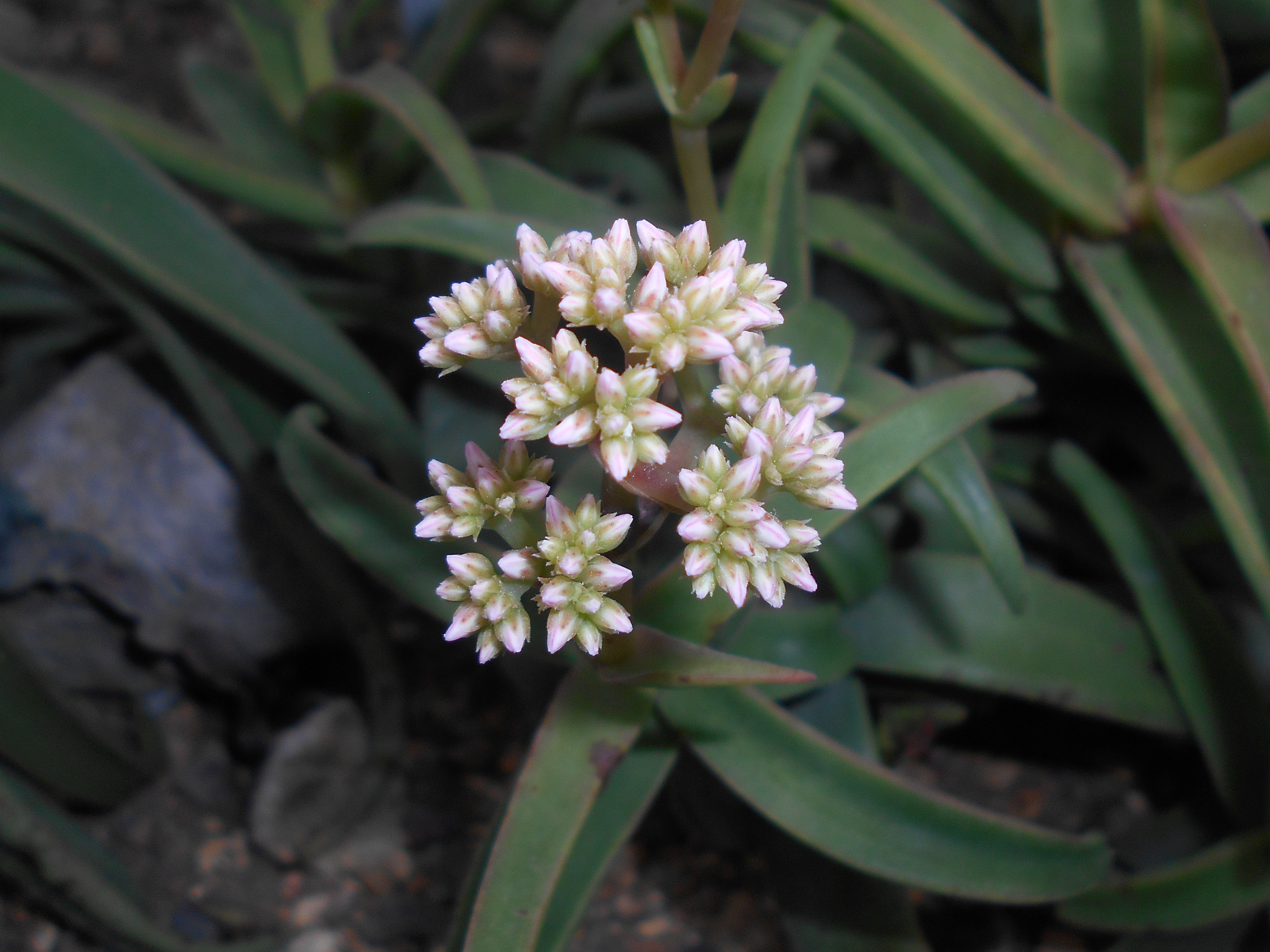
Crassula fusca

- Crassula filiformis (Eckl. & Zeyh.) D.Dietr.
- Crassula flanaganii Schönland & Baker f.
- Crassula flava L.
- Crassula foveata van Jaarsv.
- Crassula fragarioides van Jaarsv. & Helme
- Crassula fusca Herre

## G

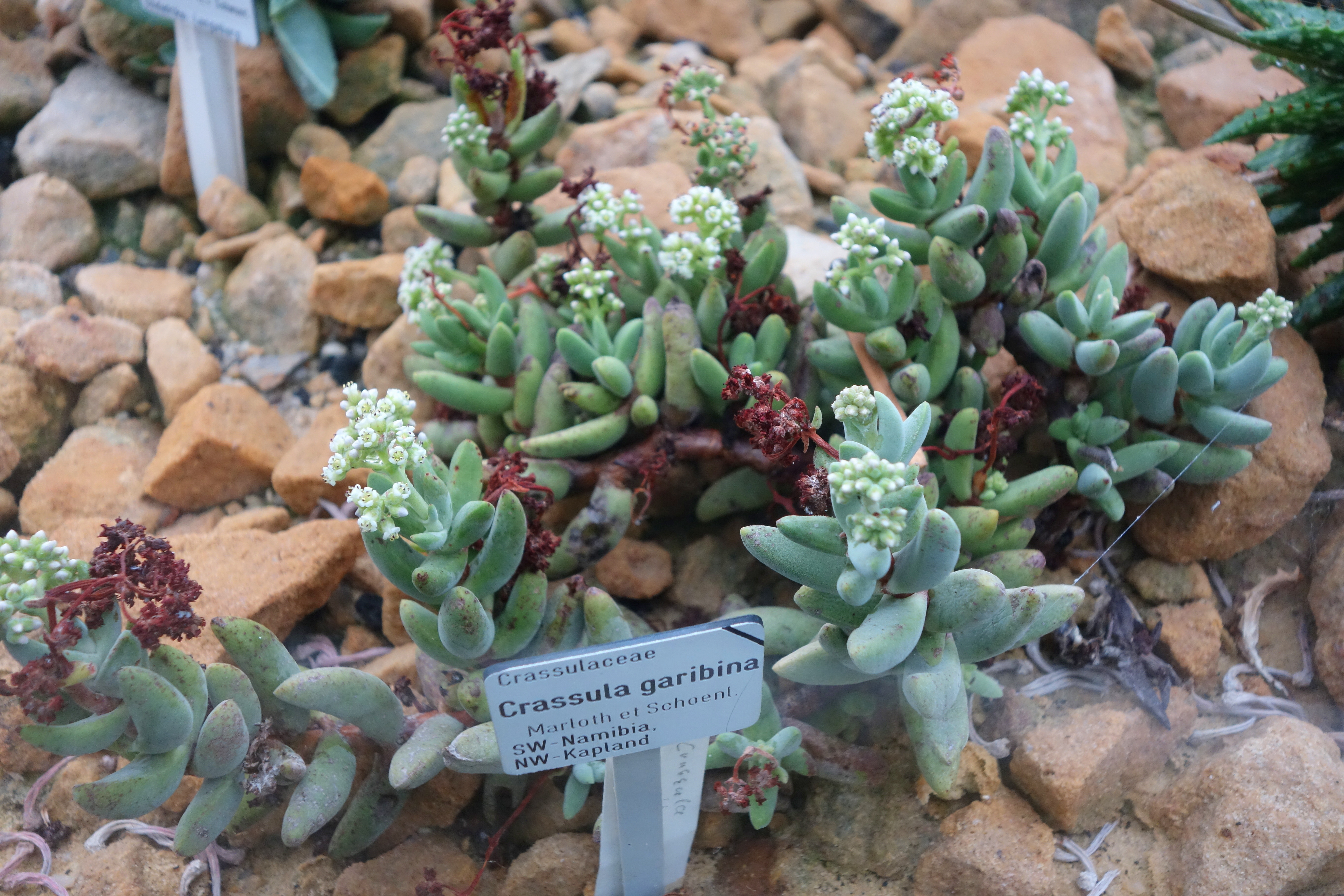
Crassula garibina

- Crassula x garciae (P.V.Heath) G.D.Rowley
- Crassula garibina Marloth & Schönland
  - Crassula garibina subsp. glabra Toelken
- Crassula gemmifera Friedrich
- Crassula globularioides Britten
  - Crassula globularioides subsp. argyrophylla (Diels ex Schönland & Baker f.) Toelken
  - Crassula globularioides subsp. illichiana (Engl.) Toelken
- Crassula glomerata P.J.Bergius
- Crassula grammanthoides (Schönl.) Toelken
- Crassula granvikii Mildbr.
- Crassula grisea Schönland

## H
- Crassula helmsii (Kirk) Cockayne
- Crassula hemisphaerica Thunb.

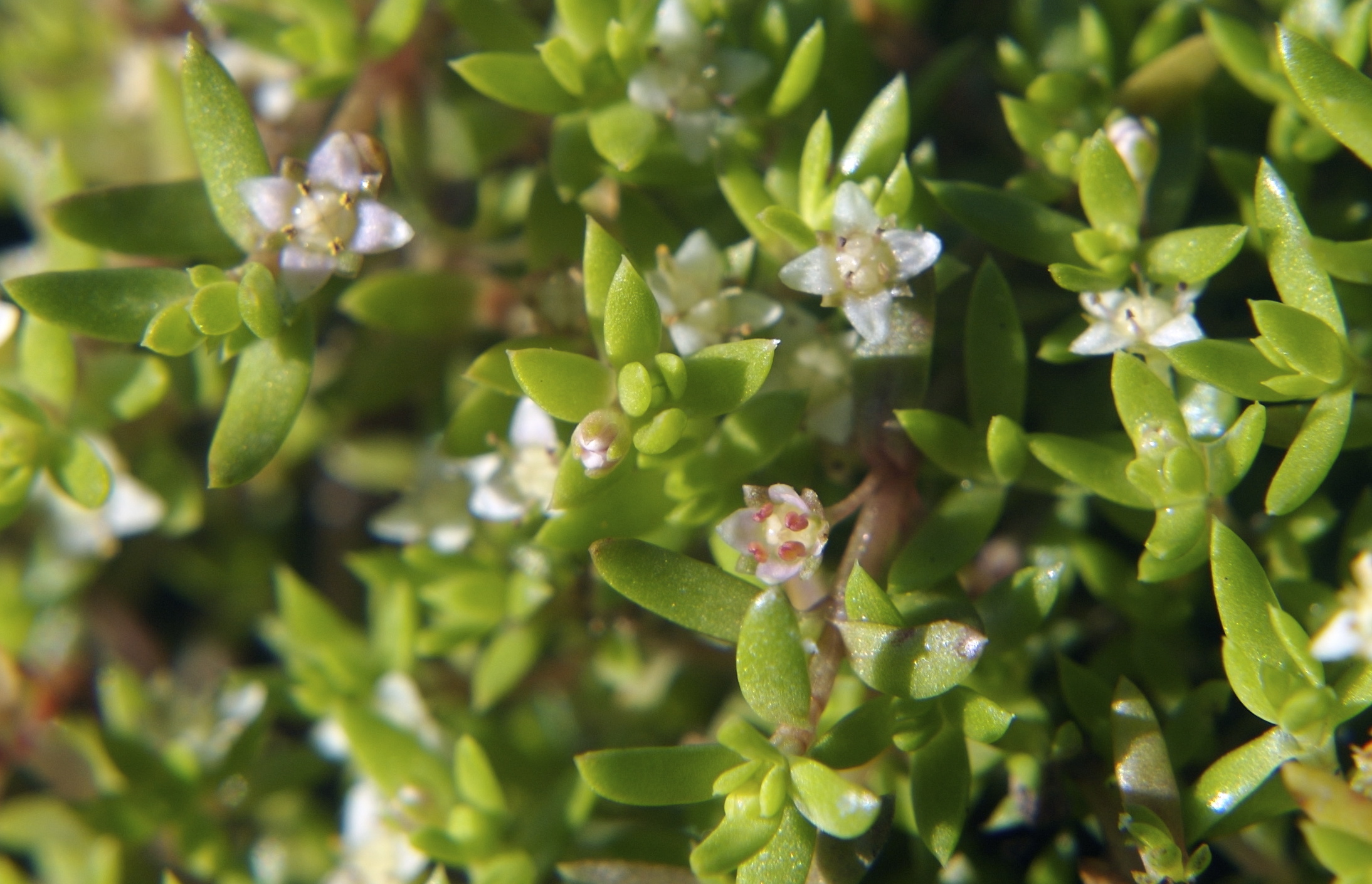
Crassula helmsii

- Crassula hirsuta Schönland & Baker f.
- Crassula hirtipes Harv.
- Crassula humbertii Desc.
- Crassula hunua A.P.Druce

## I
- Crassula inandensis Schönland & Baker f.
- Crassula inanis Thunb.
- Crassula intermedia Schönland

## K
- Crassula kirkii (Allan) A.P.Druce & Given

## L
- Crassula lactea Aiton
- Crassula lanuginosa Harv.
- Crassula lasiantha E.Mey. ex Harv.
- Crassula latibracteata Toelken
- Crassula leachii R.Fern.

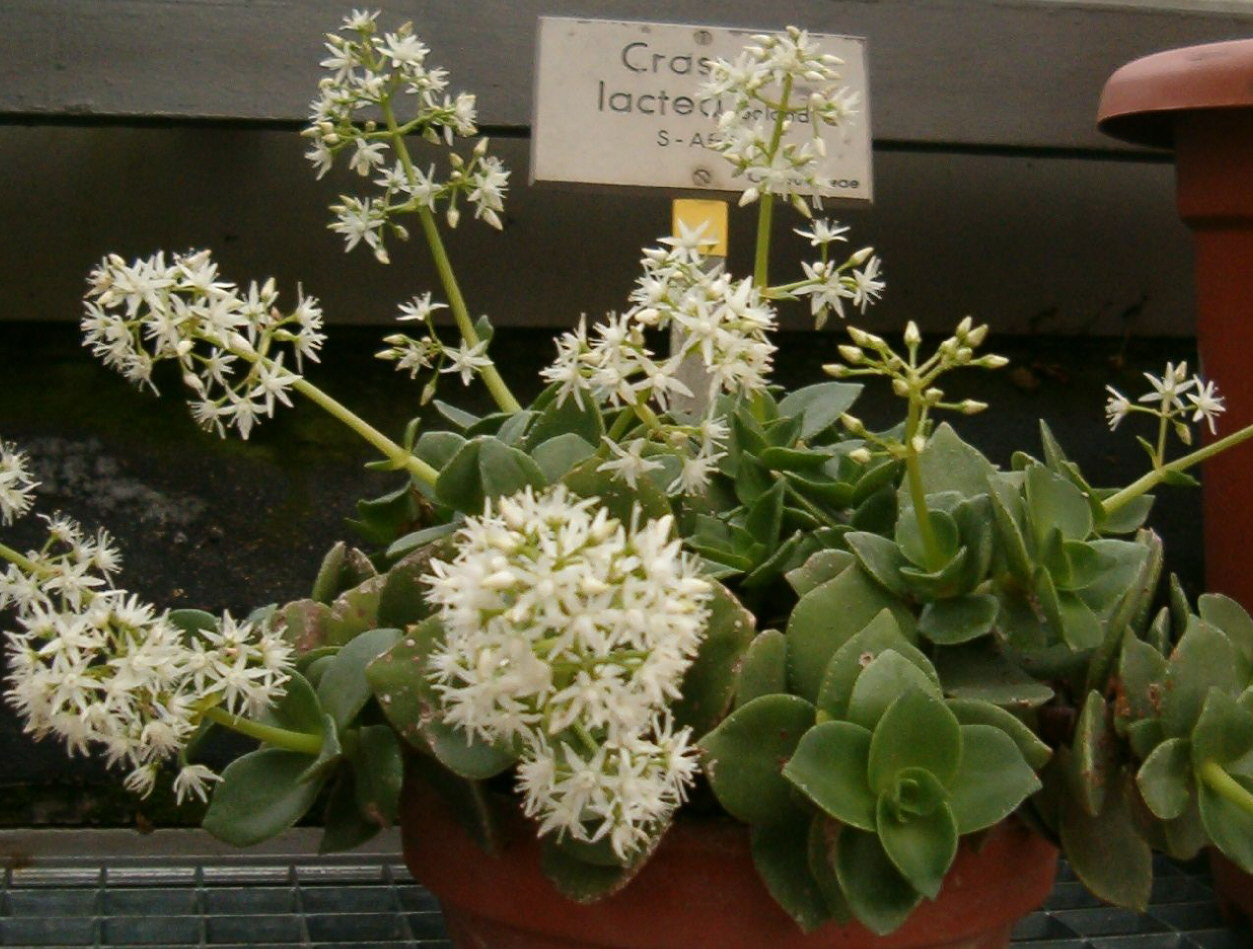
Crassula lactea

- Crassula longipes (Rose) M.Bywater & Wickens

## M

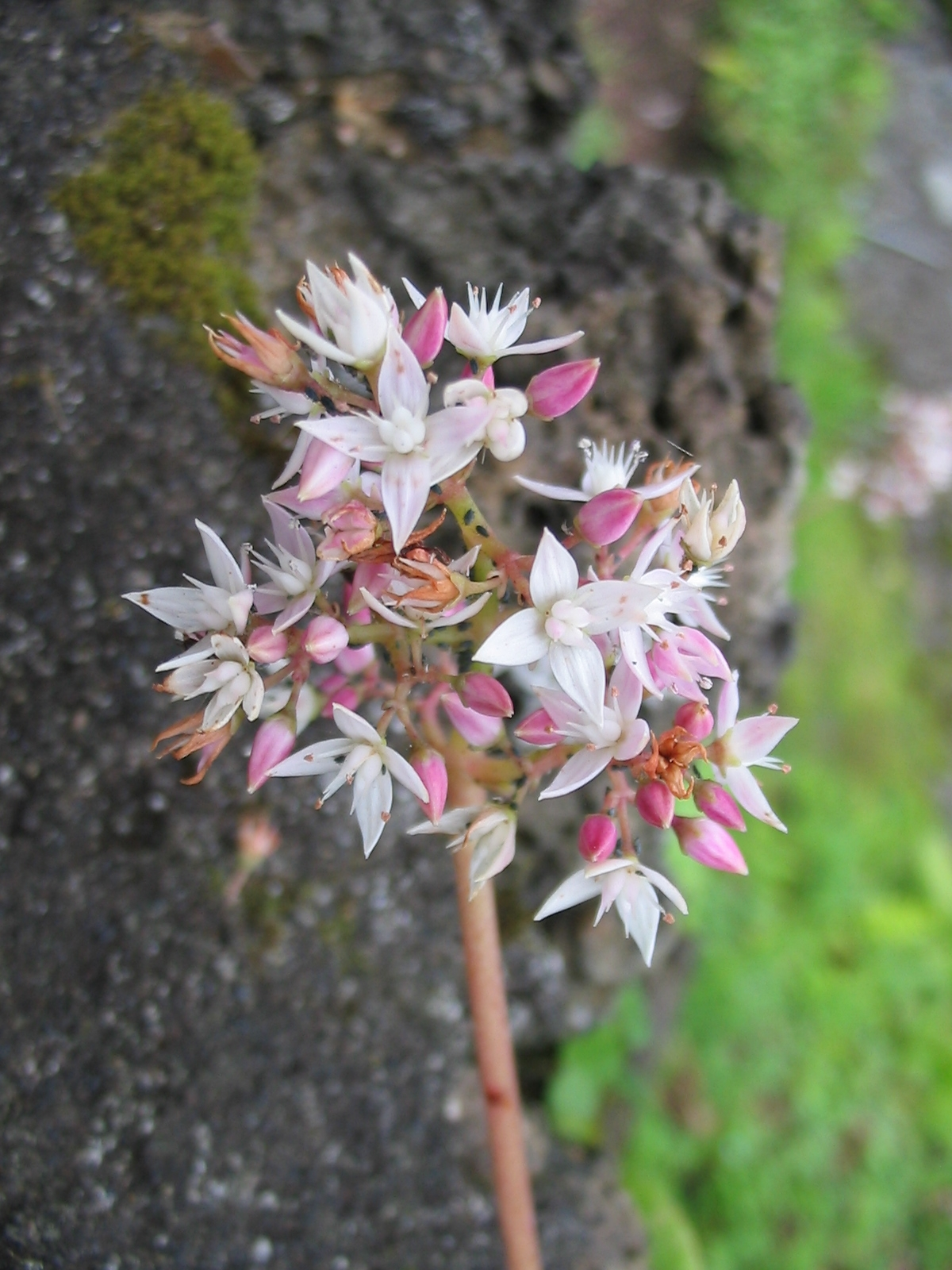
Crassula multicava

- Crassula macowaniana Schönland & Baker f.
- Crassula manaia A.P.Druce & Sykes
- Crassula maputensis R.Fern.
- Crassula × marchandii Friedrich
- Crassula mataikona A.P.Druce
- Crassula mesembrianthemopsis Dinter
- Crassula mesembryanthemoides (Haw.) D.Dietr.
  - Crassula mesembryanthoides subsp. hispida (Haw.) Toelken
- Crassula micans Vahl ex Baill.
- Crassula minuta Toelken
- Crassula minutissima (Skottsb.) M.Bywater & Wickens
- Crassula mollis Thunb.
- Crassula montana L.f.
  - Crassula montana subsp. borealis van Jaarsv.
  - Crassula montana subsp. quadrangularis (Schönl.) Toelken
- Crassula morrumbalensis R.Fern.
- Crassula moschata G.Forst.
- Crassula multicaulis (Petrie) A.P.Druce & Given
- Crassula multicava Lem.
  - Crassula multicava subsp. floribunda Friedr. ex Toelken
- Crassula multiceps Harv.
- Crassula multiflora Schönland & Baker f.
  - Crassula multiflora subsp. leucantha (Schönland & Baker f.) Toelken
- Crassula muricata Thunb.
- Crassula muscosa L.

## N

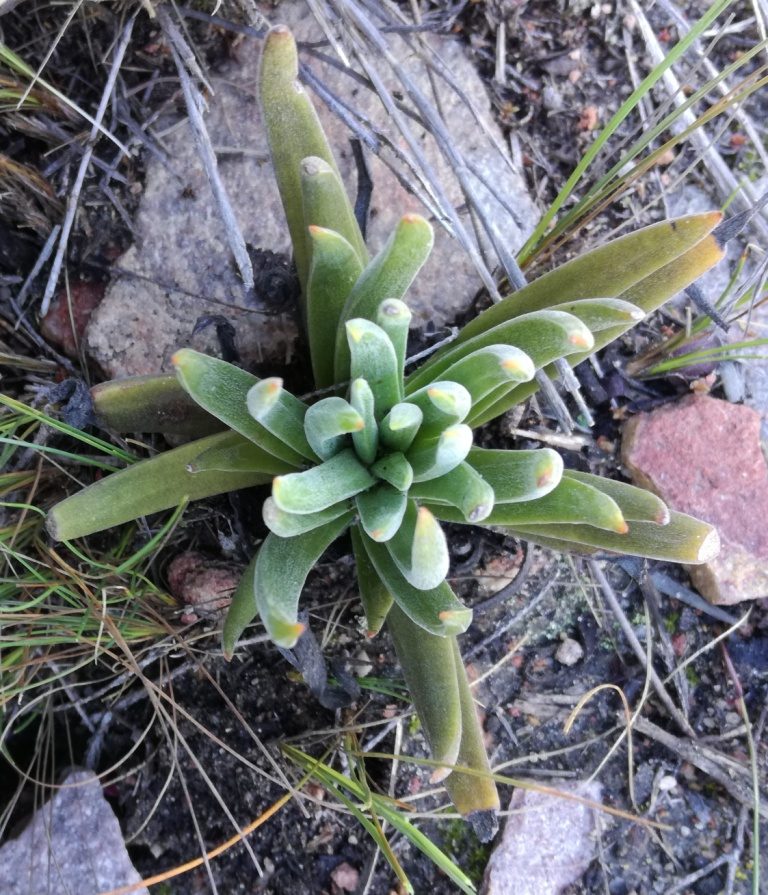
Crassula nudicaulis

- Crassula namaquensis Schönland & Baker f.
  - Crassula namaquensis subsp. comptonii (Hutch. & Pillans) Toelken
  - Crassula namaquensis subsp. lutea (Schönl.) Toelken
- Crassula natalensis Schönland
- Crassula natans Thunb.
- Crassula nemorosa (Eckl. & Zeyh.) Endl.
- Crassula nodulosa Schönland
- Crassula nudicaulis L.
- Crassula numaisensis Friedrich
- Crassula nyikensis Baker

## O

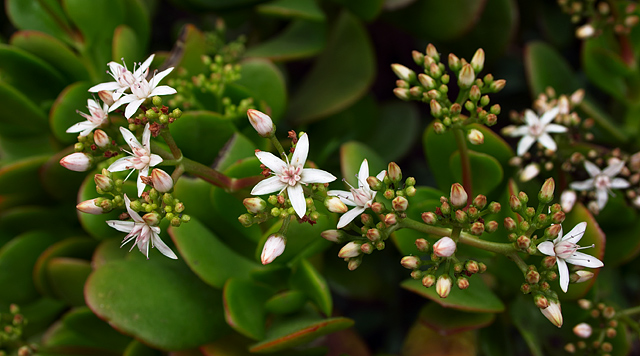
Crassula ovata

- Crassula oblanceolata Schönland & Baker f.
- Crassula obovata Haw.
- Crassula obtusa Haw.
- Crassula orbicularis L.
- Crassula ovata (Mill.) Druce

## P
- Crassula pageae Toelken

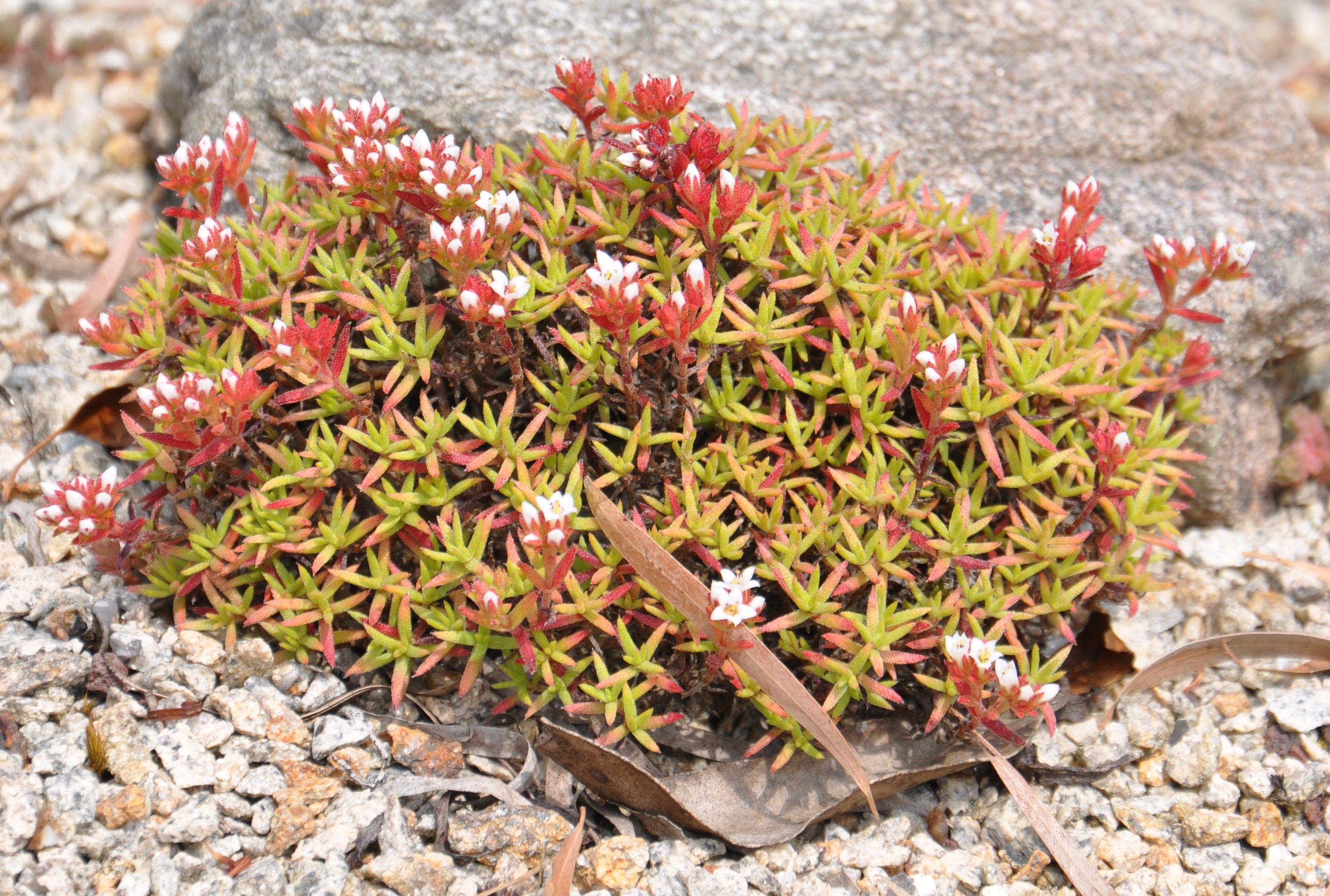
Crassula pruinosa

- Crassula pallens Schönland & Baker f.
- Crassula papillosa Schönland & Baker f.
- Crassula peculiaris (Toelken) Toelken & Wickens
- Crassula peduncularis (Sm.) F.Meigen
- Crassula pellucida L.
  - Crassula pellucida subsp. brachypetala (Drège ex Harv.) Toelken
  - Crassula pellucida subsp. marginalis (Sol. ex Aiton) Toelken
  - Crassula pellucida subsp. spongiosa Toelken
- Crassula peploides Harv.
- Crassula perfoliata L.
- Crassula perforata Thunb.
  - Crassula perforata subsp. kougaensis van Jaarsv. & A.E.van Wyk
- Crassula phascoides (Griseb.) M.Bywater
- Crassula planifolia Schönland
- Crassula plegmatoides Friedrich
- Crassula pringlei (Rose) Fedde
- Crassula pruinosa L.
- Crassula pseudhemisphaerica Friedrich
- Crassula pubescens Thunb.
  - Crassula pubescens subsp. radicans (Haw.) Toelken
  - Crassula pubescens subsp. rattrayi (Schönland & Baker f.) Toelken
- Crassula pustulata Toelken
- Crassula pyramidalis Thunb.

## Q
- Crassula qoatlhambensis Hargr.
- Crassula quadrifaria N.Jacobsen
  - Crassula quadrifaria subsp. coegensis N.Jacobsen

## R

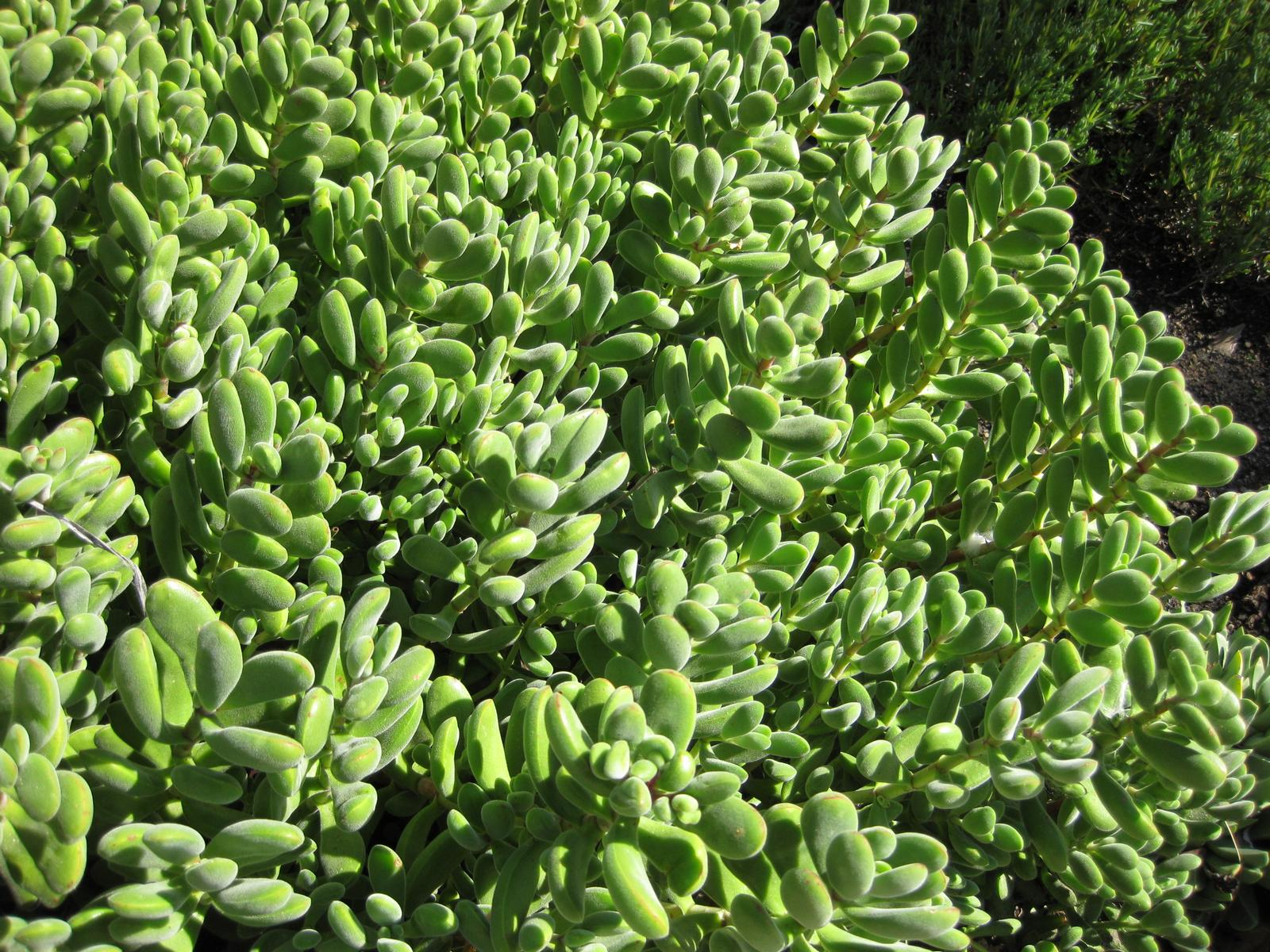
Crassula rogersii

- Crassula rhodesica (Merxm.) Wickens & M.Bywater
- Crassula rogersii Schönland
- Crassula roggeveldii Schönland
- Crassula ruamahanga A.P.Druce
- Crassula rubricaulis Eckl. & Zeyh.
- Crassula rudolfii Schönland & Baker f.
- Crassula rupestris L.f.
  - Crassula rupestris subsp. commutata (Friedr.) Toelken
  - Crassula rupestris subsp. marnieriana (Huber & Jacobsen) Toelken

## S

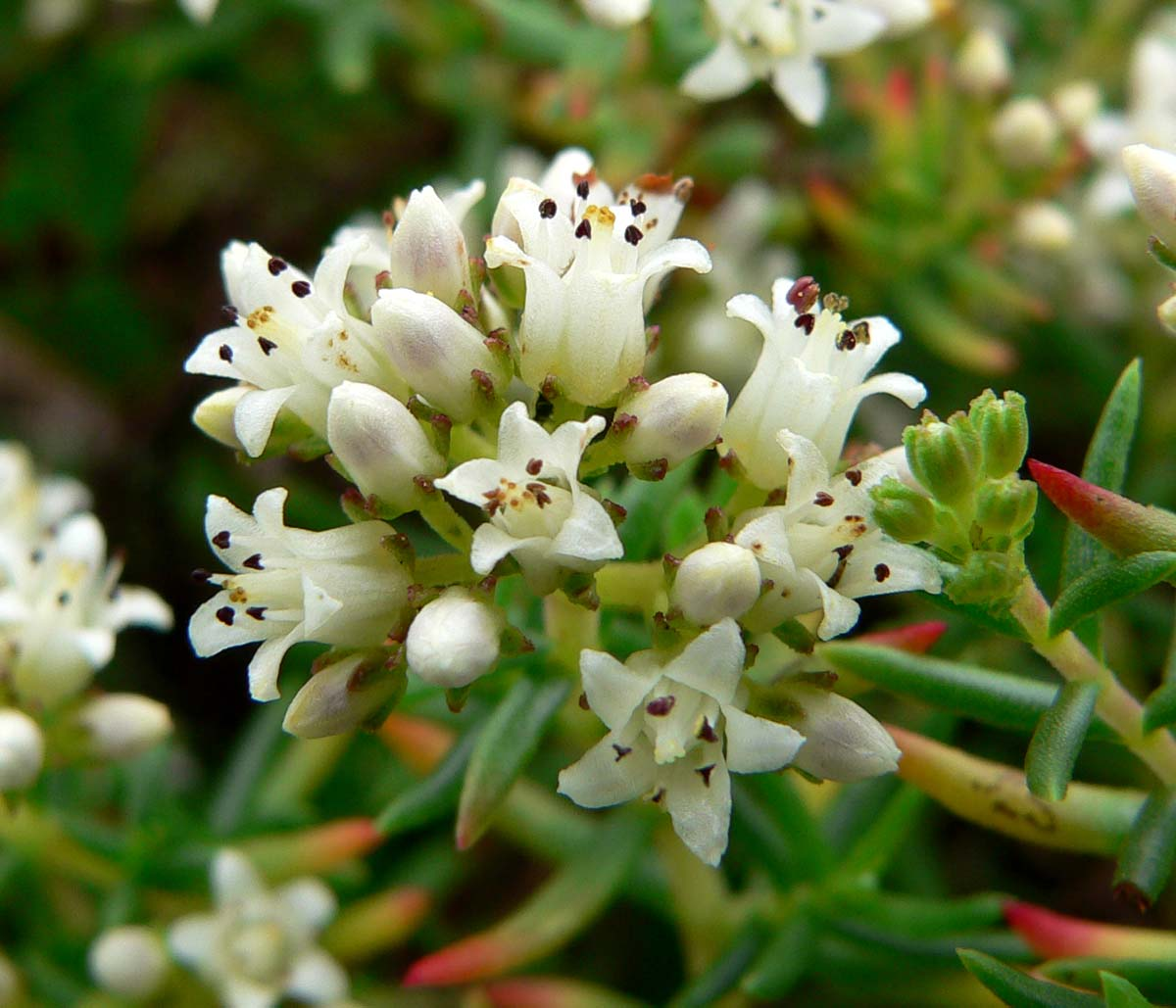
Crassula sarcocaulis

- Crassula saginoides (Maxim.) M.Bywater & Wickens
- Crassula sarcocaulis Eckl. & Zeyh.
  - Crassula sarcocaulis subsp. rupicola Toelken
- Crassula sarmentosa Harv.
- Crassula saxifraga Harv.
- Crassula scabra L.
- Crassula × scabrella Haw.
- Crassula schimperi Fisch. & C.A.Mey.
  - Crassula schimperi subsp. phyturus (Mildbr.) R.Fern.
- Crassula sebaeoides (Eckl. & Zeyh.) Toelken
- Crassula sediflora (Eckl. & Zeyh.) Endl.
- Crassula sericea Schönland
- Crassula × serpentaria Schönland
- Crassula setulosa Harv.
- Crassula sieberiana (Schult. & Schult.f.) Druce
  - Crassula sieberiana subsp. rubinea Toelken
  - Crassula sieberiana subsp. tetramera Toelken
- Crassula simulans Schönland
- Crassula sinclairii (Hook.f.) A.P.Druce & Given
- Crassula sladenii Schönland
- Crassula smithii van Jaarsv., D.G.A.Styles & G.McDonald
- Crassula socialis Schönland
- Crassula solieri (Gay) F.Meigen
- Crassula southii Schönland
  - Crassula southii subsp. sphaerocephala Toelken
- Crassula spathulata Thunb.
- Crassula streyi Toelken
- Crassula strigosa L.
- Crassula subacaulis Schönland & Baker f.
  - Crassula subacaulis subsp. erosula (N.E.Br.) Toelken
- Crassula subaphylla (Eckl. & Zeyh.) Harv.
- Crassula subulata L.
- Crassula susannae Rauh & Friedrick

## T
- Crassula tabularis Dinter
- Crassula tecta Thunb.
- Crassula tenuicaulis Schönland

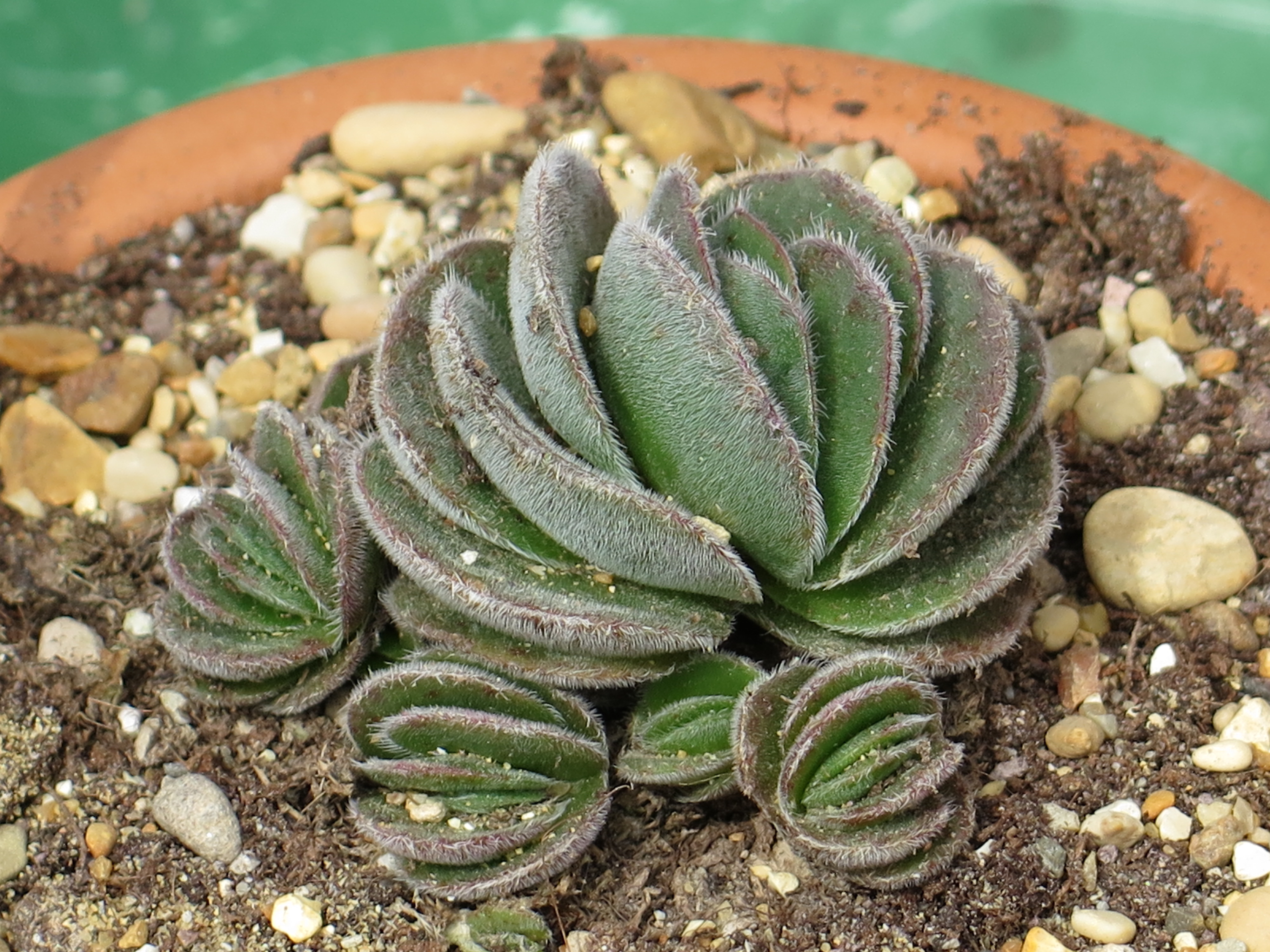
Crassula tomentosa

- Crassula tenuipedicellata Schönland & Baker f.
- Crassula tetragona L.
  - Crassula tetragona subsp. acutifolia (Lam.) Toelken
  - Crassula tetragona subsp. connivens (Schönl.) Toelken
  - Crassula tetragona subsp. lignescens Toelken
  - Crassula tetragona subsp. robusta (Toelken) Toelken
  - Crassula tetragona subsp. rudis (Schönland & Baker f.) Toelken
- Crassula thunbergiana Schult.
  - Crassula thunbergiana subsp. minutiflora (Schönland & Baker f.) Toelken
- Crassula tillaea Lest.-Garl.
- Crassula tomentosa Thunb.
- Crassula tuberella Toelken

## U
- Crassula umbella Jacq.
- Crassula umbellata Thunb.
- Crassula umbraticola N.E.Br.
- Crassula undulata Haw.

## V
- Crassula vaginata Eckl. & Zeyh.

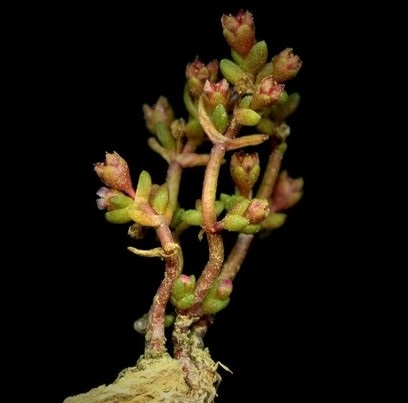
Crassula vaillantii

  - Crassula vaginata subsp. minuta Toelken
- Crassula vaillantii (Willd.) Roth
- Crassula venezuelensis (Steyerm.) M.Bywater & Wickens
- Crassula vestita Thunb.
- Crassula viridis (S.Watson) M.Bywater & Wickens
- Crassula volkensii Engl.
  - Crassula volkensii subsp. coleae (Baker) Wickens & M.Bywater

## W
- Crassula werneri N.H.G.Jacobsen
- Crassula whiteheadii Harv.

## Z
- Crassula zombensis Baker